# Вапперо, Жан-Мишель
Жан-Мишель Вапперо (фр. Jean-Michel Vappereau; 12 января 1948 — 28 июля 2025) — французский психоаналитик и математик.

## Биография
В 1971 году познакомился с Ж. Лаканом, и это знакомство сыграло значимую роль в работах обоих учёных — Вапперо углубляется в исследования психоаналитической версии теории топологии и узлов.
Жан-Мишель Вапперо преподает в своей ассоциации во Франции с 1992 по 2015 г., и продолжает обучение в Аргентине с 2015 г.

## Основные труды
Essaim : le groupe fondamental du nœud, Paris, Point hors ligne, 1985 (ISBN 2-904821-09-0).
Jean-Michel Vappereau, Étoffe : Les surfaces topologiques intrinsèques, Topologie En Extension, coll. «fascicule de résultats» (no 2), 1988
Nœud : une théorie du nœud pour la psychanalyse, 1997, Paris, Topologie en extension.